# Pavel Krejčí (cyklista)
Pavel Krejčí (* 3. prosince 1944) je bývalý československý cyklista a cyklokrosař.
Byl členem oddílů Dukla Louny, ŽD Bohumín a Favorit Brno. Startoval pětkrát na MS v cyklokrosu.